# Yucca whipplei
Yucca whipplei és una planta semblant a un arbust que fa rosetes denses a prop del terra. Les rosetes poden aparèixer de manera senzilla o en grups. L'espècie es fa notar per la seva espectacular inflorescència la qual pot arribar a fer de 2m fins a 6,4m d'alçada. Les fulles són perennes, rígides, gruixudes i semblants a dagues, fibroses i d'un verd gris d'uns 45 a 90 cm de llarg. Els marges de les fulles tenen petites dents i són més amples a prop del seu acampanat. Les inflorescències estan vagament ramificades podent fer fins a 4 metres de llarg i establir-se en una tija de fins a 3,3 metres de llarg. Poden tenir fins a diversos centenars de flors esfèriques i de color blanc crema, tenyides de porpra de fins a 5cm de mida. El fruit és una càpsula en forma d'ou de fins a 5cm de llarg.

## Sinonímia
Species 2000 & ITIS Catalogue of Life: April 2013
- Hesperoyucca whipplei (Torr.) Trel.	Preferred
- Yucca whipplei subsp. rigata	Synonym
- Yucca whipplei var. violacea
- Hesperoyucca peninsularis (McKelvey) Clary
- Hesperoyucca whipplei var. graminifolia
- Yucca ortigiesiana Roezl
- Yucca californica Groenl.
- Yucca nitida C.Wright ex W.Watson
- Yucca engelmannii Mast.
- Yucca peninsularis McKelvey
- Yucca graminifolia Alph. Wood
- Yucca whipplei Torr.
- Yucca whipplei var. parishii
- Yucca whipplei subsp. eremica
- Yucca whipplei subsp. typica
- Yucca whipplei var. caespitosa
- Yucca whipplei subsp. percursa
- Yucca whipplei var. intermedia
- Yucca whipplei subsp. parishii
- Yucca whipplei f. graminifolia
- Yucca whipplei subsp. intermedia
- Yucca whipplei var. percursa
- Yucca whipplei subsp. caespitosa[2][3]